# Longquan celadon

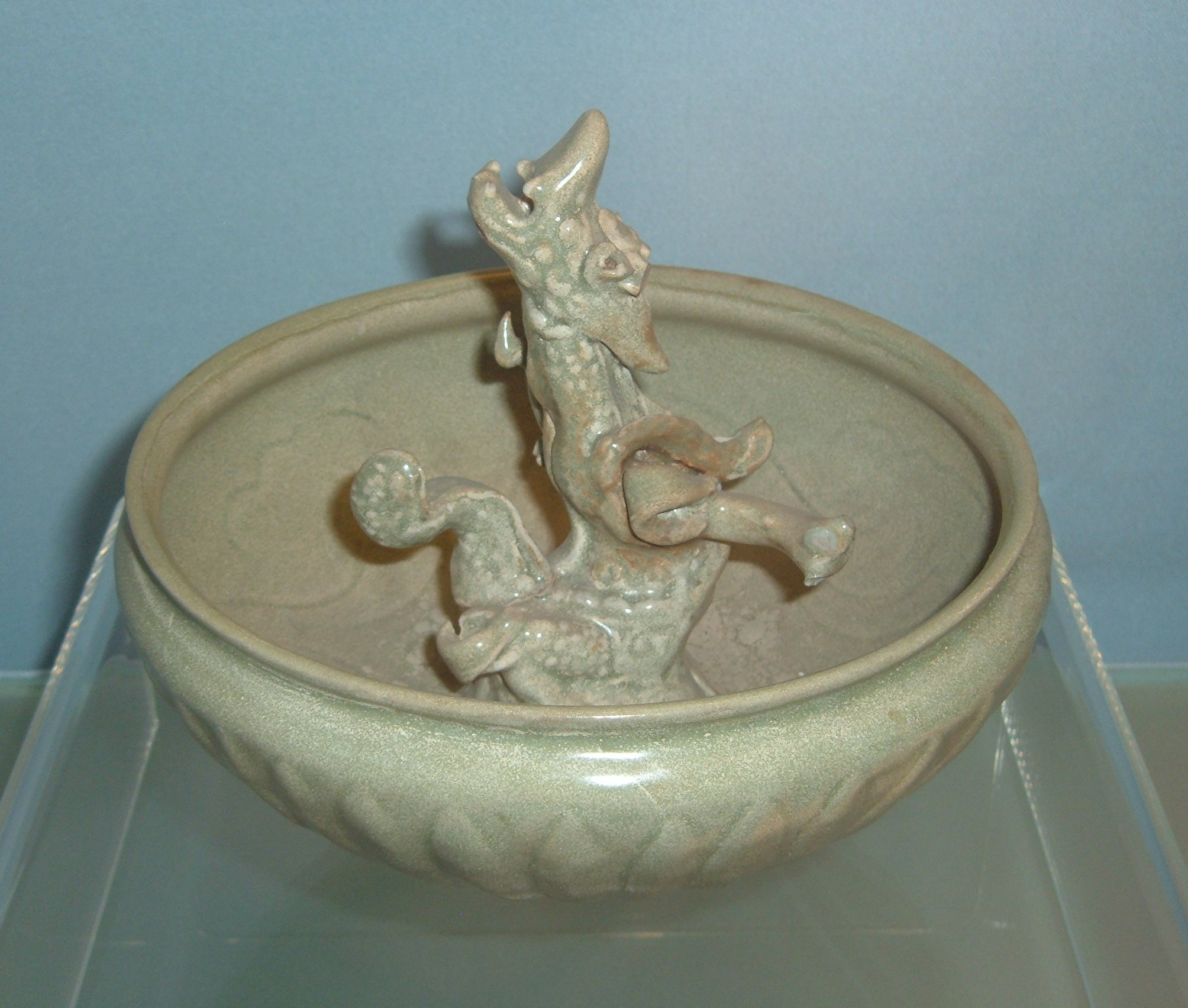
Longquan celadon met draak uit de Yuan-dynastie (1271-1368)

Longquan celadon  is een vorm van aardewerk uit Longquan in Zhejiang, China. Het staat bekend om het onderscheidende glazuur.
Het aardewerk wordt gemaakt van paars-gouden klei en een mengsel van verbrande veldspaat, kalksteen, kwarts en planten-as. Het glazuur wordt bereid uit recepten die van generatie op generatie worden overgeleverd (door leraren of in gezinnen). Het glazuur wordt gebakken in een herhaalde cyclus van zes fasen van verwarming en koeling. Kunstenaars controleren elke fase nauwkeurig met een thermometer en observeren de kleur van de vlam, de temperatuur loopt op tot 1310 graden.
Er zijn twee stijlen van het eindproduct;
- zwarte afwerking met een craquele effect
- dikke, lavendel-grijs en pruim-groene afwerking

## Afbeeldingen

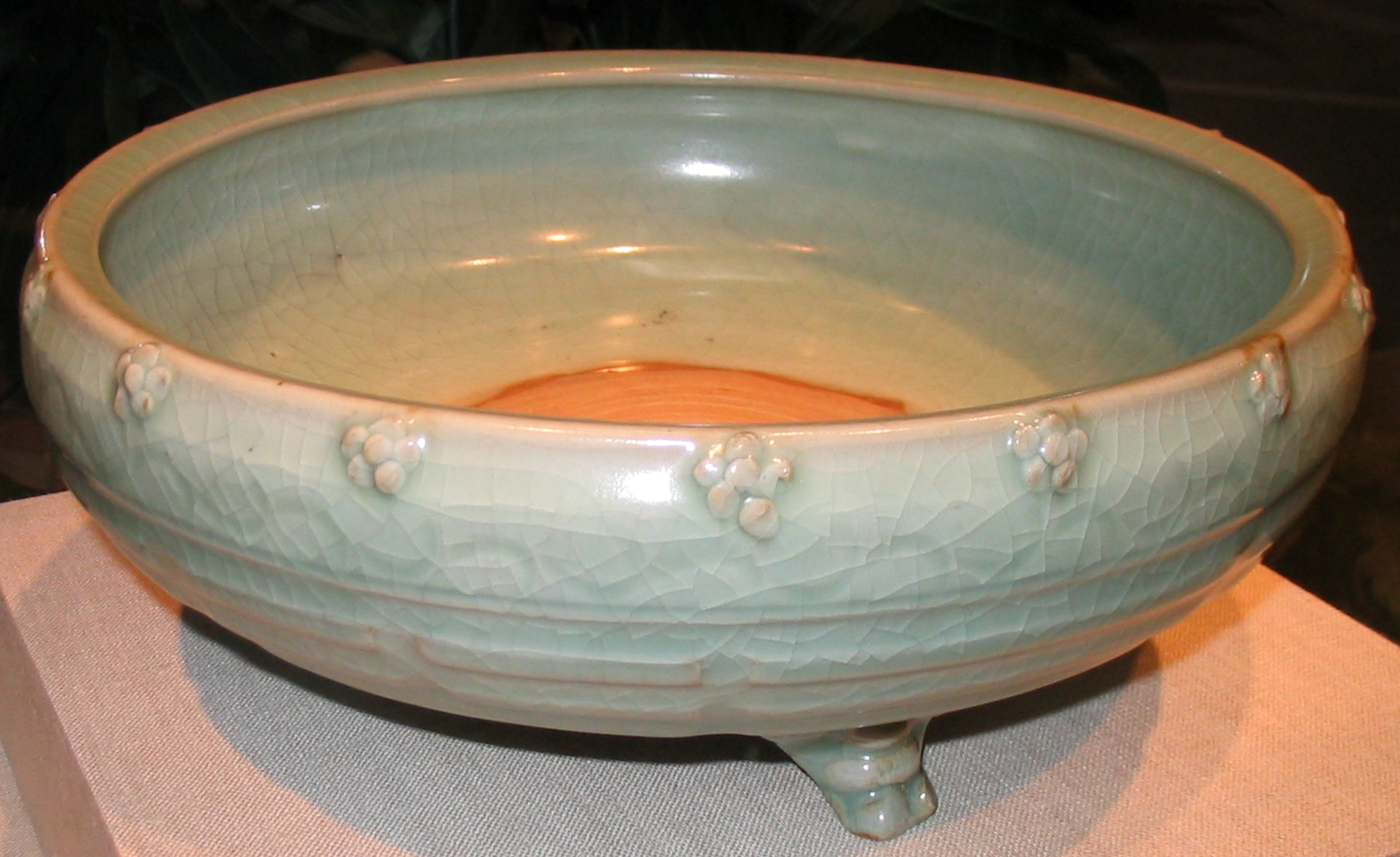
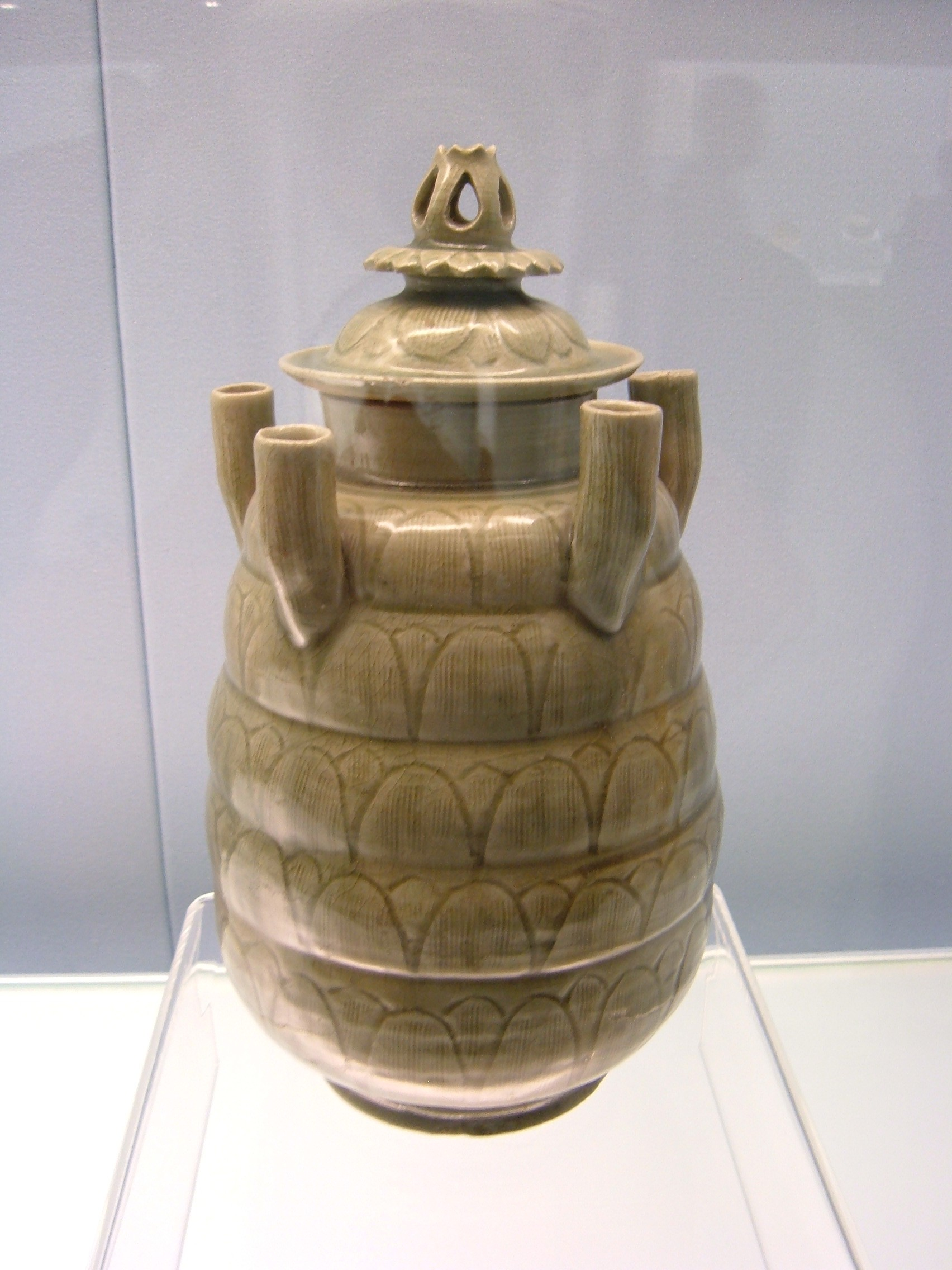
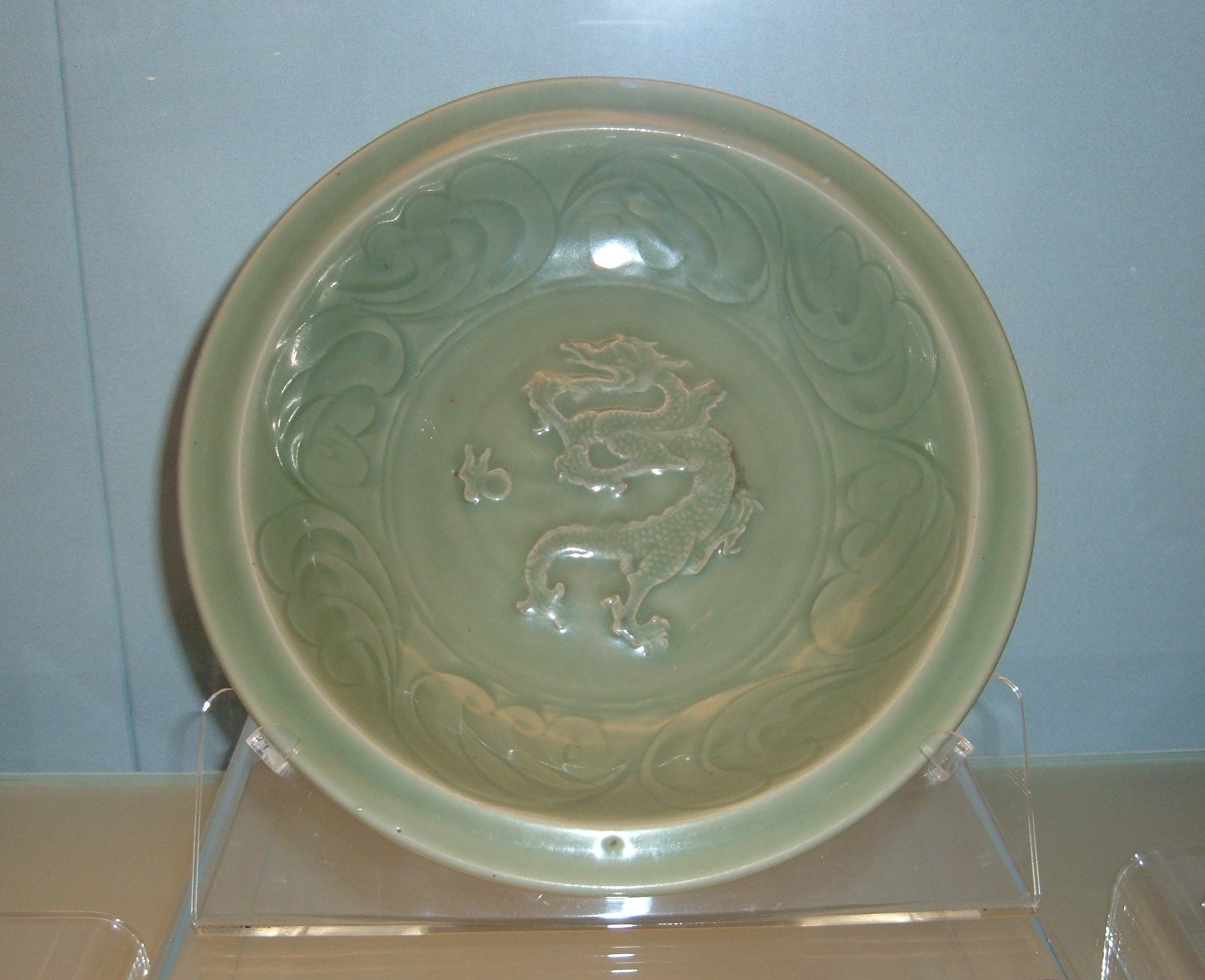
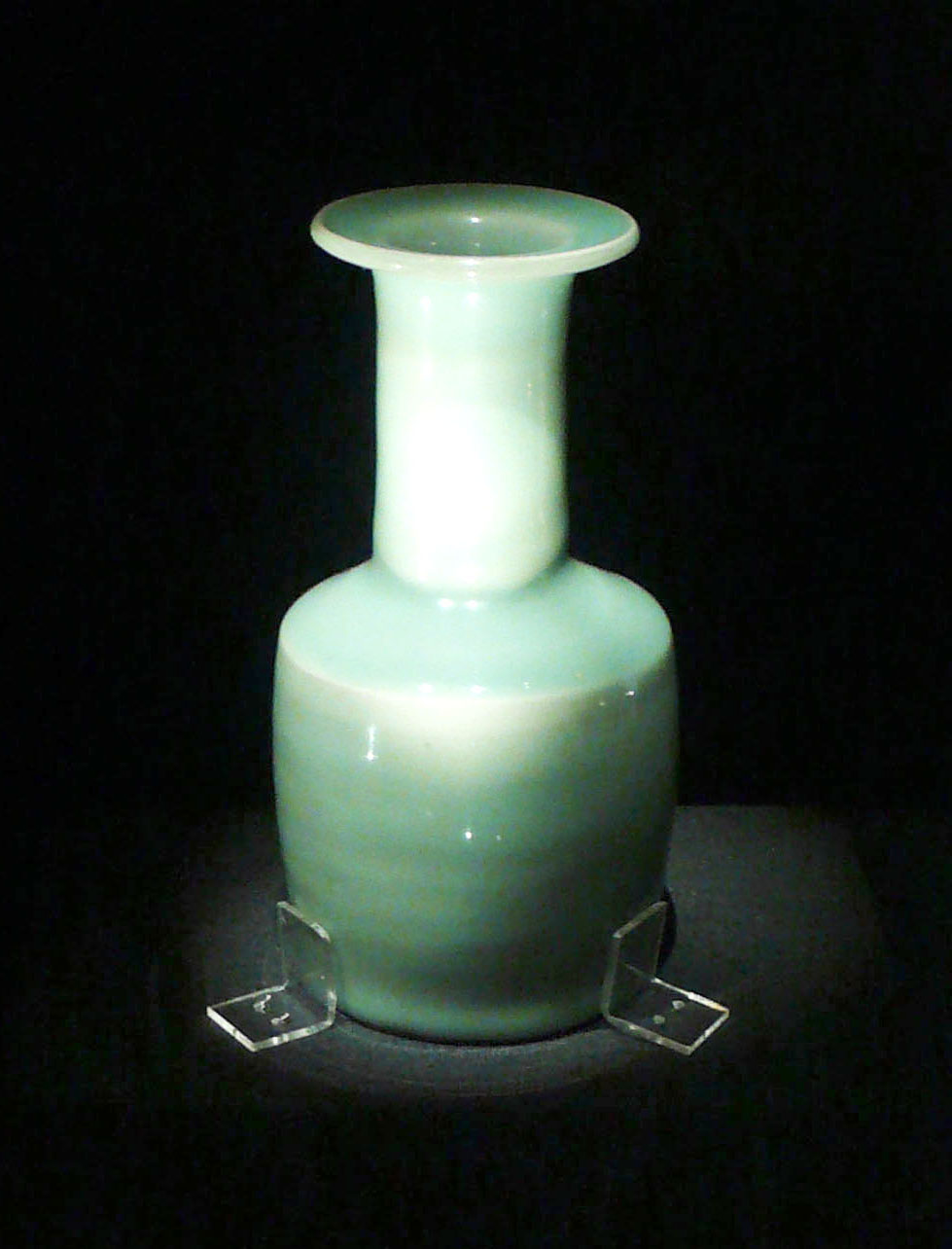
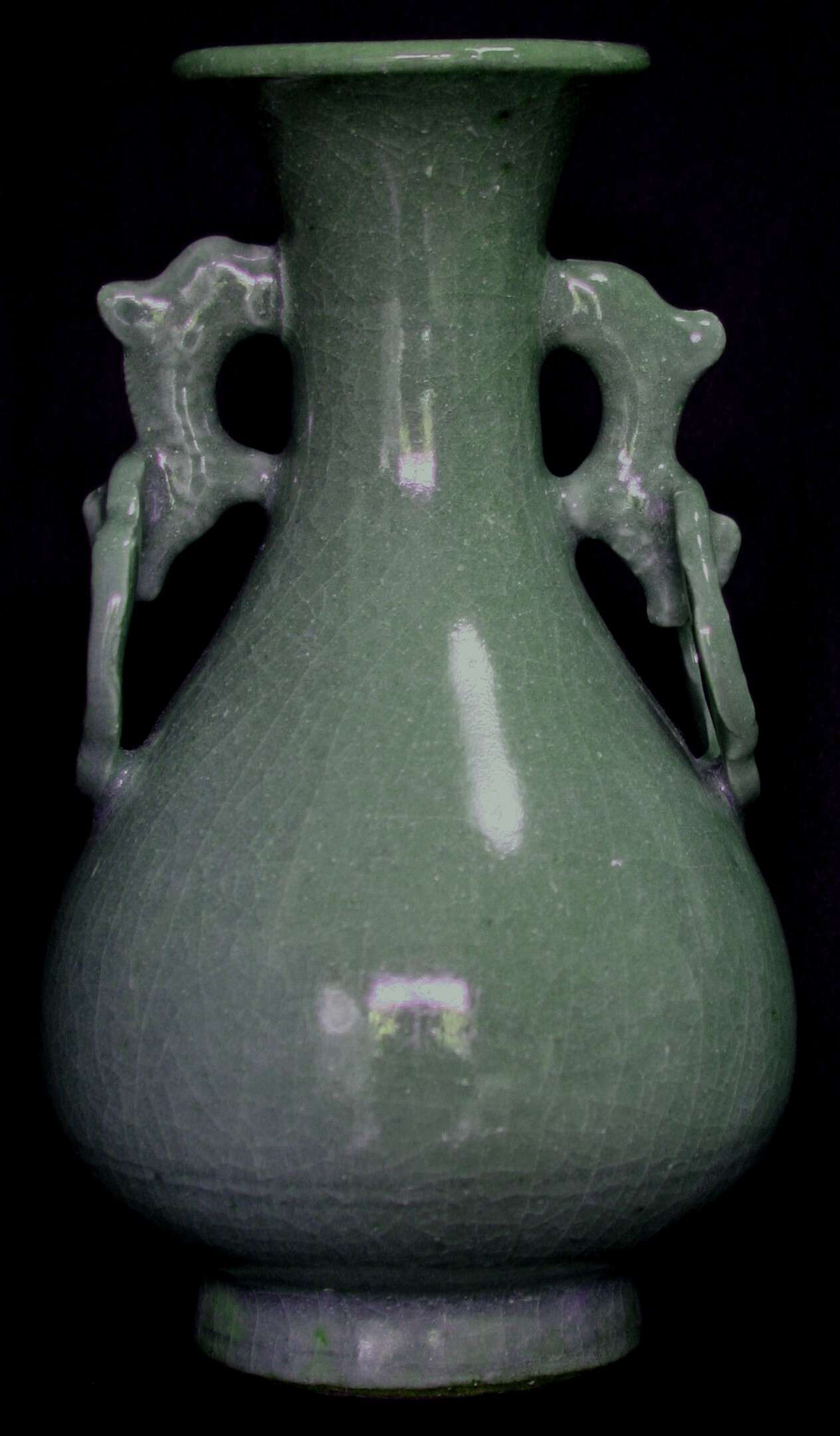
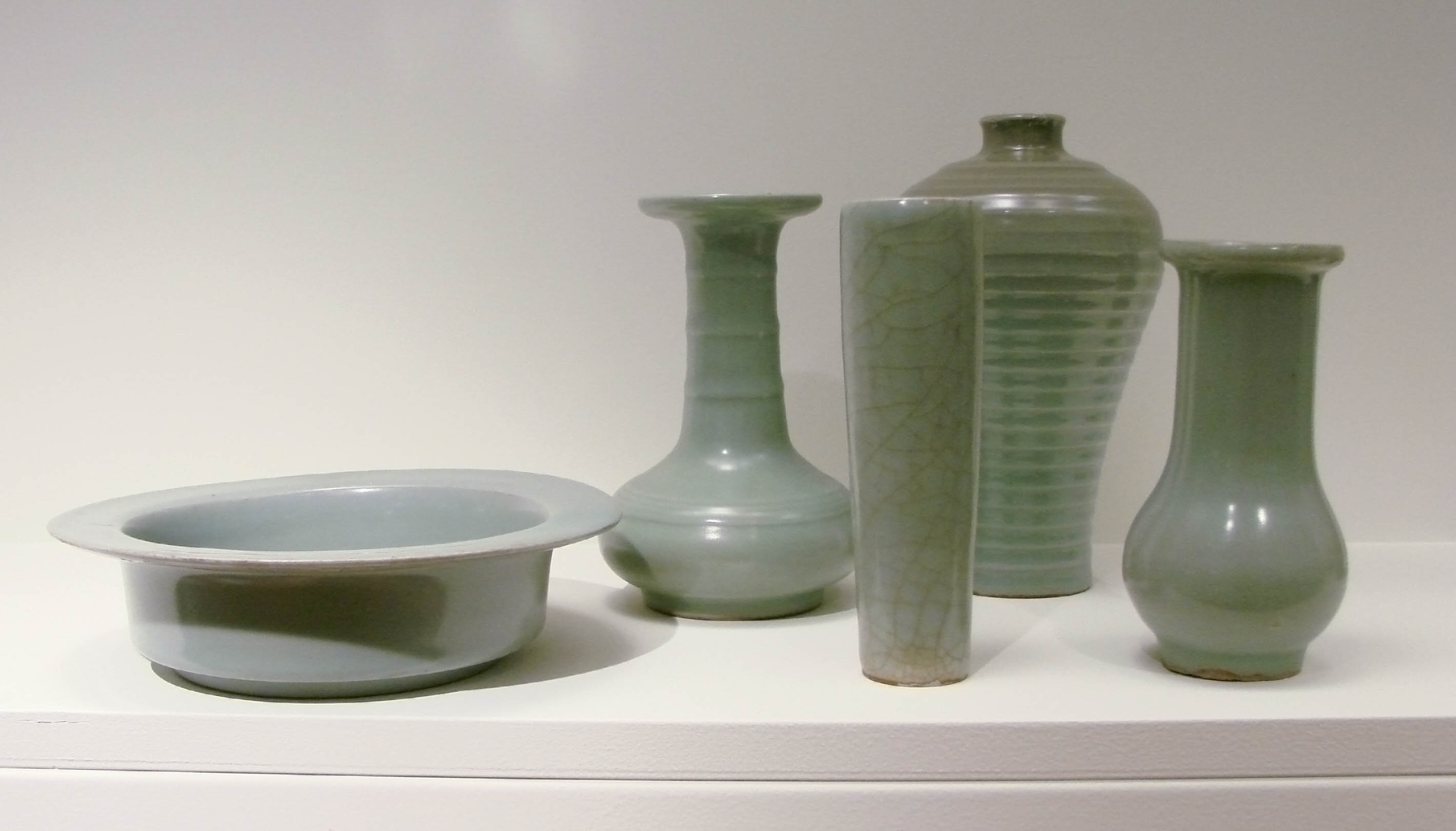
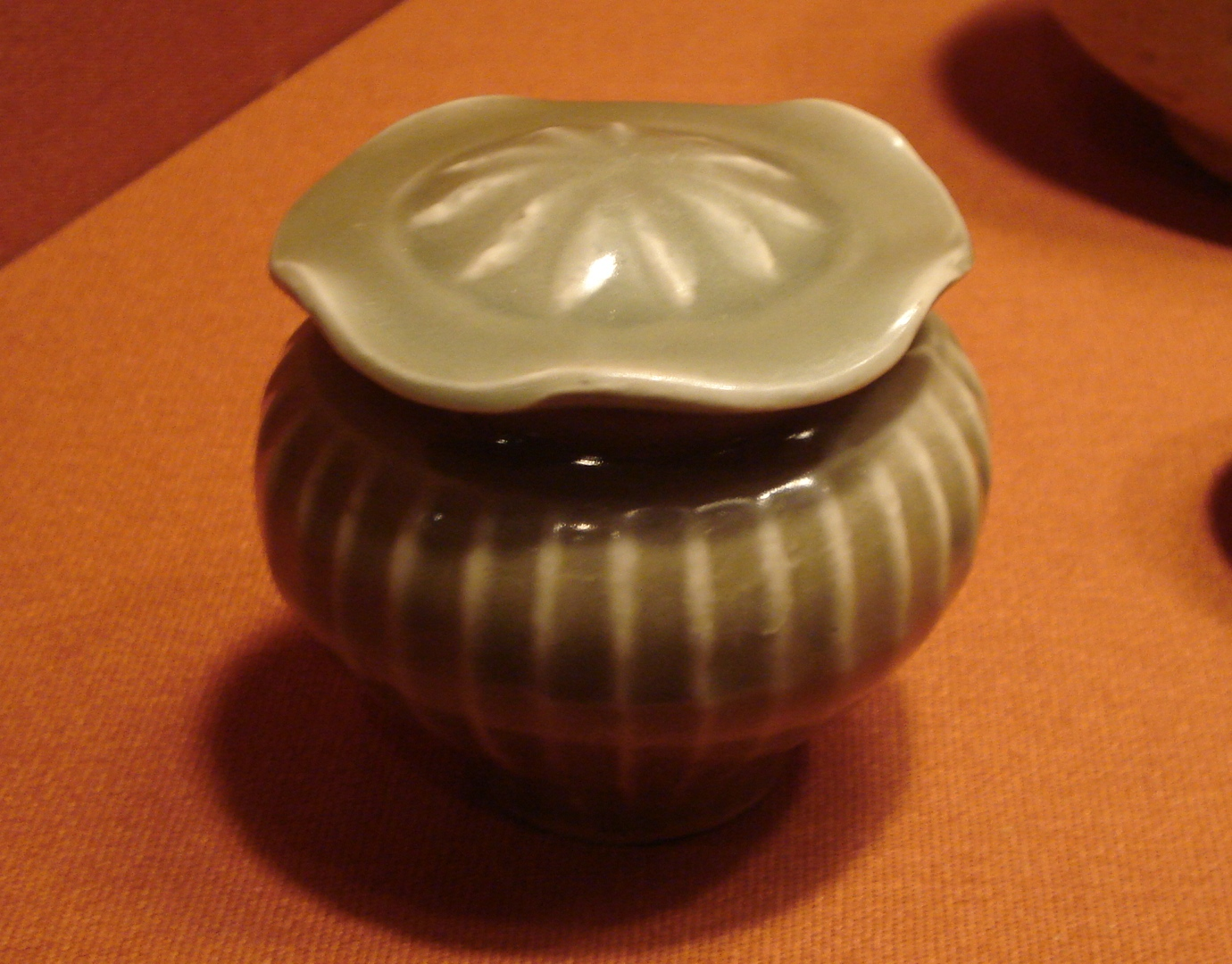
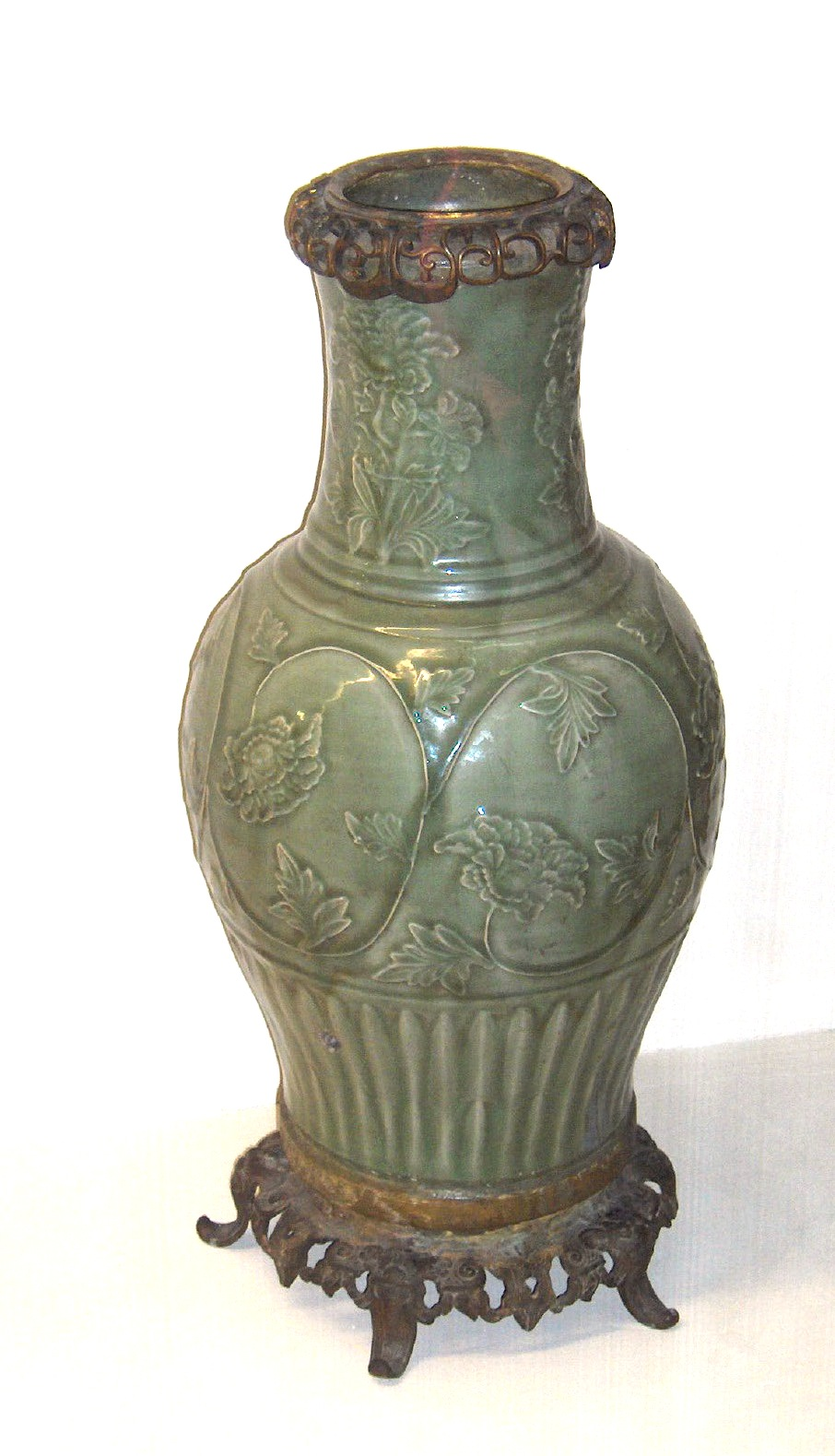